# Griekenland op de Olympische Zomerspelen 1952
Griekenland nam deel aan de Olympische Zomerspelen 1952 in Helsinki, Finland. Net als vier jaar eerder wist het geen medaille te winnen.

## Deelnemers en resultaten

### Atletiek
| Olympiër                | Discipline               | Resultaat | Prestatie                                                     |
| ----------------------- | ------------------------ | --------- | ------------------------------------------------------------- |
| Stefanos Petrakis       | 100m (m)                 | 51e       | serie 3: 6de in 11,33                                         |
| Stefanos Petrakis       | 200m (m)                 | 52e       | serie 2: 3de in 22,64                                         |
| Vasilios Sillis         | 200m (m)                 | 59e       | serie 10: 4de in 22,88                                        |
| Vasilios Sillis         | 400m (m)                 | 42e       | serie 4: 4de in 49,79                                         |
| Vasilios Mavrodis       | 800m (m)                 | 44e       | serie 3: 6de in 1.58,7                                        |
| Vasilios Mavrodis       | 1500m (m)                | 46e       | serie 4: 9de in 4.07,8                                        |
| Fotios Kosmas           | 400m horden (m)          | 22e       | serie 3: 2de in 53,9 kwartfinale 2: 5de in 55,3               |
| Vasilios Sakellarakis   | hink-stap-springen (m)   | 26e       | kwalificatie groep B: 14de met 14,05m                         |
| Theodosios Balafas      | polsstokhoogspringen (m) | 17e       | kwalificatie groep A: 6de met 4,00m finale: 17de met 3,80m    |
| Rigas Efstathiadis      | polsstokhoogspringen (m) | 14e       | kwalificatie groep A: 4de met 4,00m finale: 14de met 3,95m    |
| Georgios Roubanis       | polsstokhoogspringen (m) | DNF       | kwalificatie groep B: geen geldige sprong                     |
| Vasilios Sakellarakis   | kogelstoten (m)          | 18e       | kwalificatie: 18de met 14,05m                                 |
| Konstantinos Giataganas | discuswerpen (m)         | 17e       | kwalificatie groep B: 10de met 46,05m finale: 15de met 46,23m |
| Nikolaos Syllas         | discuswerpen (m)         | 9e        | kwalificatie groep B: 1ste met 47,85m finale: 9de met 48,99m  |
| Aristidis Roubanis      | speerwerpen (m)          | 22e       | kwalificatie groep B: 11de met 60,55m                         |
| Fotios Kosmas           | tienkamp (m)             | DNF       | niet gefinisht                                                |

### Basketbal
| Olympiër | Discipline | Resultaat | Prestatie                                                                            |
| --- | ---------- | --------- | ------------------------------------------------------------------------------------ |
| Alexandros Spanoudakis Aristidis Roubanis Dimitrios Stefanidis Dimitrios Taliadoros Ioannis Lambrou Jean Spanoudakis Konstantinos Papadimas Nikolaos Milas Panagiotis Manias Faidon Matthaiou Stelios Arvanitis Themis Kholevas | mannen     | 17e       | voorronde groep B: V van Hongarije: 38-75 W van Israël: 54-52 V van Hongarije: 44-47 |

### Roeien
| Olympiër                                           | Discipline   | Resultaat | Prestatie                                                     |
| -------------------------------------------------- | ------------ | --------- | ------------------------------------------------------------- |
| Iraklis Klangas Nikos Nikolaou Grigorios Emmanouil | twee-met (m) | 13e       | serie 4: 4de in 8.24,1 1ste ronde herkansingen: 3de in 8.21,9 |

### Schietsport
| Olympiër              | Discipline              | Resultaat | Prestatie                       |
| --------------------- | ----------------------- | --------- | ------------------------------- |
| Athanasios Aravositas | 50m geweer liggend (m)  | 49e       | 384 punten: (92-98-99-95)       |
| Georgios Stathis      | 50m pistool (m)         | 43e       | 496 punten: (75-91-95-80-75-80) |
| Konstantinos Mylonas  | 25m snelvuurpistool (m) | 46e       | 533 punten: (271-262)           |
| Angelos Papadimas     | 25m snelvuurpistool (m) | 51e       | 506 punten: (273-233)           |
| Ioannis Koutsis       | trap (m)                | 6e        | 187 punten: (90-97)             |
| Panagiotis Linardakis | trap (m)                | 24e       | 175 punten: (84-91)             |

### Voetbal
| Olympiër | Discipline | Resultaat | Prestatie                        |
| --- | ---------- | --------- | -------------------------------- |
| Thanasis Bembis Bambis Drosos Kostas Linoxylakis Kostas Poulis Ilias Papageorgiou Ilias Rosidis Georgios Darivas Ioannis Ioannou Nikos Pentzaropoulos Pavlos Emmanouilidis Stellas Arvanitis | mannen     | 17e       | voorronde: V van Denemarken: 1-2 |

### Worstelen
| Olympiër                 | Discipline     | Resultaat      | Prestatie                                                                            |
| Grieks-Romeins           | Grieks-Romeins | Grieks-Romeins | Grieks-Romeins                                                                       |
| ------------------------ | -------------- | -------------- | ------------------------------------------------------------------------------------ |
| Sotirios Panagiotopoulos | -57kg (m)      | 17e            | 1ste ronde: V van NOR Merli                                                          |
| Georgios Petmezas        | -67kg (m)      | 14e            | 1ste ronde: V van TCH Athanasov 2de ronde: V van SAA Schmidt                         |
| Antonios Georgoulis      | +87kg (m)      | 6e             | 1ste ronde: W van ARG Ramirez 2de ronde: V van GER Waltner 3de ronde: V van ROU Suli |

### Zeilen
| Olympiër                      | Discipline | Resultaat | Prestatie                            |
| ----------------------------- | ---------- | --------- | ------------------------------------ |
| Antonios Modinos              | finn       | 26e       | 921 punten: (21-26-DNF-23-25-21-DNF) |
| Timoleon Razelos Andreas Ziro | star       | 15e       | 1983 punten: (19-16-10-6-18-16-13)   |

Argentinië · Australië · Bahama's · België · Bermuda · Birma · Brazilië · Brits-Guiana · Bulgarije · Canada · Ceylon · Chili · China · Cuba · Denemarken · Duitsland · Egypte · Filipijnen · Finland · Frankrijk · Goudkust · Griekenland · Groot-Brittannië · Guatemala · Hongarije · Hongkong · Ierland · IJsland · India · Indonesië · Iran · Israël · Italië · Jamaica · Japan · Joegoslavië · Libanon · Liechtenstein · Luxemburg · Mexico · Monaco · Nederland · Nederlandse Antillen · Nieuw-Zeeland · Nigeria · Noorwegen · Oostenrijk · Pakistan · Panama · Polen · Portugal · Puerto Rico · Roemenië · Saarland · Singapore ·  Sovjet-Unie · Spanje · Thailand · Trinidad en Tobago · Tsjecho-Slowakije · Turkije · Uruguay · Venezuela · Verenigde Staten · Vietnam · Zuid-Afrika · Zuid-Korea · Zweden · Zwitserland